# 4. vonósnégyes (Bartók)
Bartók Béla IV. vonósnégyese (Sz. 91, BB 95) 1928 szeptemberéből, Budapestről datálódik.
Ez a mű Bartók V. vonósnégyeséhez és más Bartók által írt darabokhoz (például Zene húros hangszerekre, ütőkre és cselesztára) hasonlóan ún. híd-formában íródott, azaz tematikailag az első tétel az utolsóval, a második a negyedikkel áll kapcsolatban, míg a középső egyedül áll. Ez megmutatkozik más jellegzetességekben: például a két szélső tétel jellemzően agresszív sforzatoiban. A tételek időtartama percben a következő (ill. ezek hozzávetőleges értékek): 5, 2, 5, 2, 5. Tehát ez is egy rendezési logikára utal.
Harmóniailag az előző vonósnégyesére hasonlít, a mű tételei a következők:
1. Allegro
2. Prestissimo, con sordino
3. Non troppo lento
4. Allegretto pizzicato
5. Allegro molto

Bartók IV. vonósnégyesében is vannak érdekes technikai instrukciók: a második tétel végig hangfogóval, a negyedik végig pizzicatóval játszandó. A harmadik tételbe egyes helyeken megtiltja a vibrálást, helyette másutt glissandót kér. Itt is használja az ún. Bartók-pengetést.
Ugyan az ajánlás a Pro Arte Quartetnek szólt, a premiert a Waldbauer-Kerpely Quartet tartotta Budapesten 1929. március 20-án, ahol a közönség viharos tetszéssel fogadta (Bartókot minden tétel után a pódiumra hívták, és az öt tétel közül kettőt meg kellett ismételni!). Még abban az évben a Universal Edition kiadta.

## Tételek

### Allegro
A vonósnégyes első tételében következetes polifon szólamvezetést valósit meg. Kemény, olykor éles hangzás jellemzi e tételt (ezek a sforzatók). A forma a klasszikus szonáta-elvet követi.

### Prestissimo, con sordino
A második tétel egy scherzo; lidércek táncának vagy egyéb, titokzatos, látomásszerű természet-élmény kifejezésének tarthatjuk. „…e tétel közvetlen előzményeit Bartók II. és III. vonósnégyesében már megtalálhatjuk. Az efféle hangvételnek egy teljes tételre kiterjedő alkalmazása Berg Lírai szvitjében jelent meg először, abban a kompozícióban, amely Bartóknak más tekintetben is ösztönzést adott. Ezúttal a Lírai szvit Allegro misterioso feliratú 3. tételére gondolunk, erre a valóban titokzatos színekben villódzó, »tökéletes szimmetriájú« zenei képre. A Berggel való kapcsolatot egy másik elem is megerősíti: a Lírai szvit 5. tételében (Presto delirando) tűnnek fel először azok a könnyű, röpke glisszandó-effektusok, melyek Bartók szóban forgó tételében ugyancsak fontos szerepet játszanak… Ezek a könnyű glisszandók itt a tétel amúgy is könnyed, suhanó hangvételének következményei, a kromatikus fel- és leszálló melódiavonalak végső variációi…”

### Non troppo lento
A harmadik tétel „éjszaka-zene”, amelynek eliramló zörejeffektusai között megrendítő deklamáció hangzik fel.

### Allegretto pizzicato
A negyedik tétel – a szimmetria-elv értelmében a második ismétlése – ismét scherzo-zene, jellegzetességét a pizzicato játékmód kölcsönzi (ugyanis az egész tétel abban íródott).

### Allegro molto
A zárótétel ennek megfelelően az első tételre ad választ, szélesen felrakott, energikus akkordjaival és lapidáris, „barbár” dallamvilágával. A befejező két ütem pontos megfelelője az első tételt záró két ütemnek.

## Autográf anyagok
- Partitúra-fogalmazvány (és vázlatok) (Bartók Péter gyűjteménye: 62FSS1)
- Autográf másolat próbaelőadásra az I. tétel 1–142. ü. 1. hegedű szólamából (Bartók Archívum, Budapest: 1084)
- Autográf tisztázat (a IV. tétel utólagos betoldás) (Bartók Péter gyűjteménye: 62FSFC1).
- Az autográf tisztázat fotokópiája Bartók kézírásos kiegészítéseivel, az Universal Edition 9788/W.Ph.V. 169 zsebpartitúra elsőkiadás (1929) metszőpéldánya (Bartók Péter gyűjteménye: 62FSFC2).
- A Formübersicht német fogalmazványa, 1929. december (Bartók Archívum, Budapest: 3923).
- Bartók instrukciói a szólamok metszéséhez (Wiener Stadt- und Landbibliothek)
- A zsebpartitúra elsőkiadás javított korrektúralevonatából 16 oldal (Bartók Péter gyűjteménye: 62FSFC3)